# Malemen
Malemen – ilustrowany magazyn dla mężczyzn, wydawany od 2008 roku jako miesięcznik, a od 2014 roku jako dwumiesięcznik. Pismo przestało wychodzić w 2015 roku. 
Redaktorzy naczelni
- Olivier Janiak 2008−2013[1]
- Michał Kukawski 2014[2]−2015[4]

## Współpracownicy
- Grzegorz Kapla[5]
- Joanna Rachoń[6]
- Luis Flanigan[6]
- Olga Łepkowska[5]
- Agnieszka Skopińska[5]
- Anna Skopińska[5]
- Kaja Burakiewicz[5]
- Aleksandra Binkowska[5]
- Marcin Kasprzak[5]
- Marcin Kędryna[5]
- Joanna Nojszewska[7]
- Piotr Zachara[8]
- Roger Boyes[8]
- Katarzyna Nosowska[9]
- Kazik Staszewski[9]